# Thomas Willmann

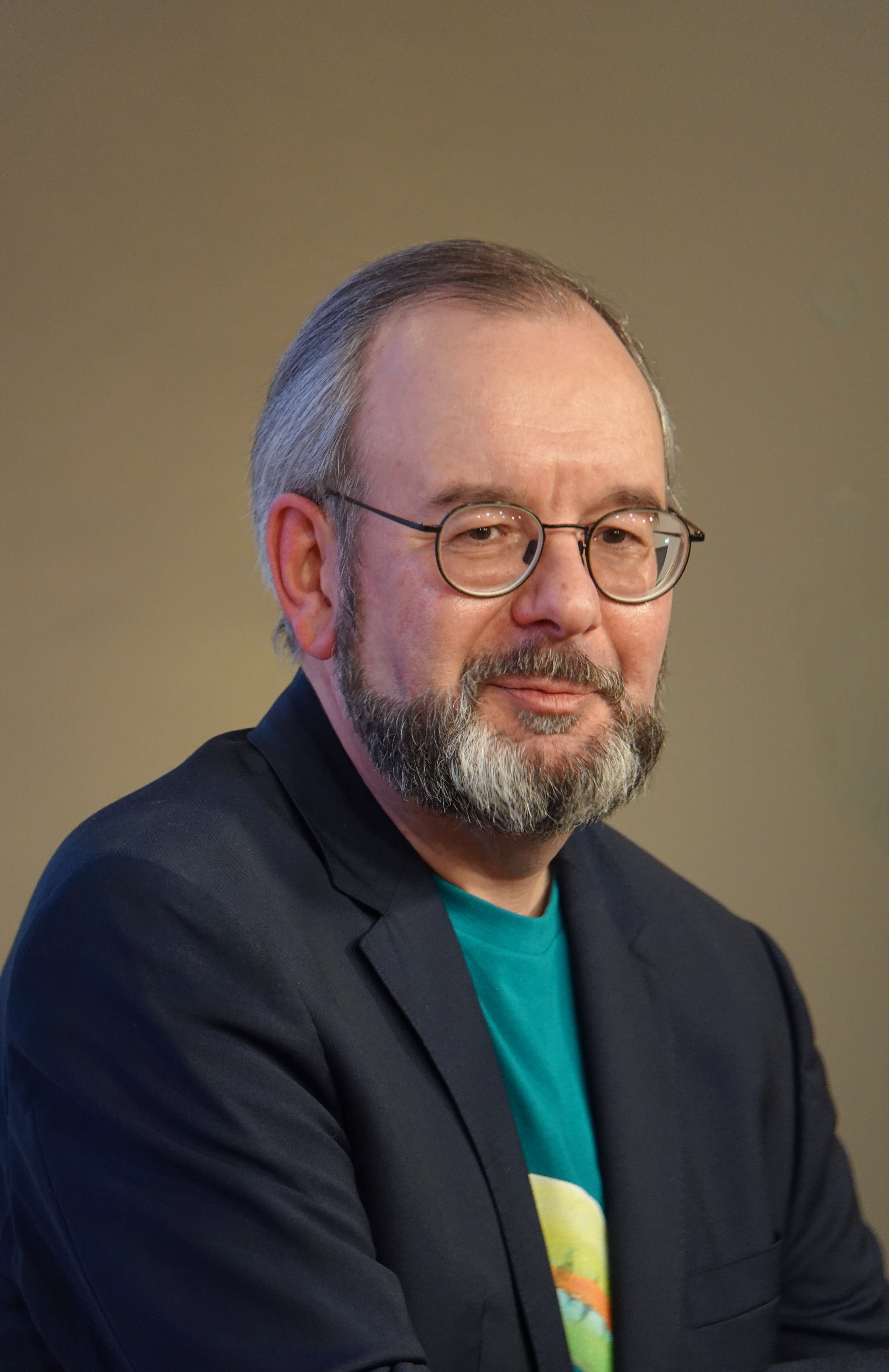
Thomas Willmann 2023

Thomas Willmann (* 1969 in München) ist ein deutscher Schriftsteller, Übersetzer und  Kulturjournalist.

## Leben
Thomas Willmann ist studierter Musikwissenschaftler. Nach einem Auslandssemester in Los Angeles und seinem Universitätsabschluss begann er eine Hospitanz beim Radiosender Bayern4 Klassik. Er schreibt als freier Kulturjournalist vor allem Musik- und Filmkritiken für Tageszeitungen wie dem Münchner Merkur und dem Tagesspiegel. Parallel dazu war er als Lehrbeauftragter an der Ludwig-Maximilians-Universität München und seit 2007 auch als Übersetzer tätig.

## Wirken
Mit dem Roman Das finstere Tal, einer Mischung aus Heimatroman und Western, debütierte Willmann 2010 als Schriftsteller.  Die Verfilmung erschien 2014 unter dem gleichnamigen Titel nach einer Inszenierung von Andreas Prochaska, mit Sam Riley, Paula Beer und Tobias Moretti in den Hauptrollen, im deutschsprachigen Kino.
Den zweiten Roman Willmanns Der eiserne Marquis, der 2023 veröffentlicht wurde und 928 Seiten umfasst, bezeichnete Matthias Pfeiffer als Monolithen und Opus magnum des Autors. Pfeiffer schrieb: „Ein Buch in einer Kunstsprache verfasst, so dick, dass es als Waffe eingesetzt werden könnte, ein Buch, das sich nicht um Achtsamkeit, das Singleleben in der Großstadt oder Identitätskrisen dreht. Das ist gewagt. Es ist der deutschen Gegenwartsliteratur und ihrem eingeübten Publikum gegenüber geradezu frech.“ Der Literaturkritiker Denis Scheck merkt an: „Eine wahre Höllenmaschine von einem Roman“.

## Werke
- Das finstere Tal. Liebeskind Verlag, München 2010, ISBN 978-3-935890-71-7.
- Der eiserne Marquis. Liebeskind Verlag, München 2023, ISBN 978-3-95438-165-4.

## Auszeichnungen
- 2011: Stuttgarter Krimipreis für Das finstere Tal.[6]
- 2023: Tukan-Preis für Der eiserne Marquis.[7]